# SunSay
SunSay — украинская фьюжн-фанк-рэгги группа, основанная Андреем Запорожцем, вокалистом «5'nizza». 

Основана в 2007 году, изначальный репертуар составляет переработанный материал третьего неизданного альбома группы 5’nizza. Песни исполняются на русском, украинском и английском языках.

## История
Андрей Запорожец закончил Харьковский национальный медицинский университет по специальности педиатрия.
Дебютный альбом «Sunsay» записывался в Санкт-Петербурге в студии «Добролет» в 2007 году под руководством Андрея Алякринского. 

Состав группы Sunsay на момент записи первого альбома SunSay (альбом) (2007 год):

 Андрей Запорожец (вокал) — вокалист группы 5’Nizza

 Ефим Чупахин (клавишные) — пианист (сотрудничает с Сергеем Бабкиным и Acoustic Quartet)

 Сергей Балалаев (ударные) — ударник группы Acoustic Quartet

 Григорий Чайка (гитара) — гитарист и вокалист групп Kislorod и 4.А.Й.К.А.)

 Игорь Фадеев (бас гитара) — бас-гитарист (сотрудничает с Сергеем Бабкиным)

 Из петербургских музыкантов в записи поучаствовали гитарист Вадим Сергеев, трубач Роман Парыгин и саксофонист Алексей Канев. Из московских — Сергей Клевенский.

 Второй альбом «Дайвер» записан в Москве на студии Большакова, релиз которого состоялся в марте 2010 года.

 В 2010 Запорожец записал трек Wanchucha совместно с московским коллективом Мои Ракеты Вверх, который вошёл в альбом Listen to Me. С 2011 года Константин Чалых стал постоянным гитаристом Sunsay.

Зимой 2016 приняли участие в украинском отборе на Евровидение. Во втором полуфинале по результатам голосования заняли первое место, однако были устранены от дальнейшего участия, поскольку представленная песня нарушала правила конкурса - была написана и исполнялась до 1 сентября предыдущего года.

## Дискография

### Студийные альбомы
- SunSay (2007)
- Дайвер (2010)
- Легко (2011)
- Благодари (2013)
- V (2014)
- Выше головы (2016)
- X (2017)

## Награды
- 2008 — Премия RAMP в номинации «Прорыв года» — SunSay ft. Noize MC
- 2010 — Номинация на премию RAMP в номинации «Клип года» — SunSay, «Будь слабее меня»